# Manuelle Gautrand

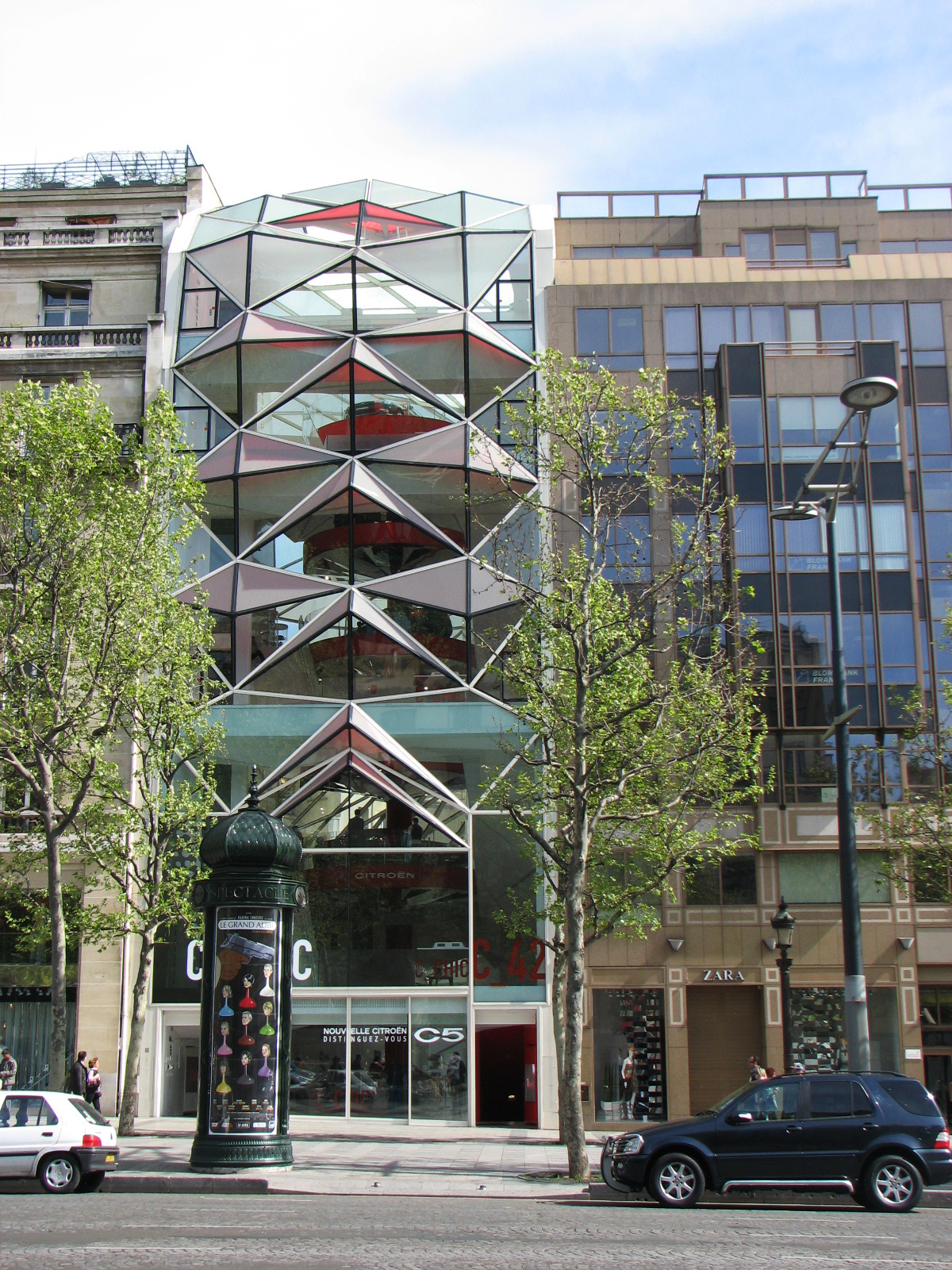
Manuelle Gautrand: Espace Citroën, Champs-Élysées, Paris

Manuelle Gautrand (* 14. Juli 1961 in Marseille) ist eine französische Architektin. Mit ihren Projekten für Industrie-, Schul- und Kulturbauten entwickelte sich Gautrand in nur wenigen Jahren zur international gefragten Architektin. Ihre Werke zeichnen sich aus durch Leichtigkeit, Eleganz und das geschickte, zum Teil ungewöhnliches Spiel mit Farb- und Lichteffekten sowie eine oftmals verblüffende Raumwirkung.

## Biografie
Manuelle Gautrand ist die einzige Tochter von Alain Gautrand (1924–2003) und Janine Huvig (1927–2008), beides DPLG-Architekten, die 1954 ihr Studium an der Pariser Beaux-Arts, Abteilung Architektur, abgeschlossen haben. Janine Gautrand war 1957 die Gewinnerin des von der Société des Architectes Diplômés par le Gouvernement verliehenen Architekturpreises „Cinq Semaine“.
Manuelle Gautrand erhielt 1985 ihr DPLG-Architektendiplom von der Ecole Nationale Supérieure d’Architecture de Montpellier. Nachdem sie ihr Studium beendet hatte, arbeitete sie 1986–1990 als Angestellte in verschiedenen Pariser Architekturbüros, unter anderem für Adrien Fainsilber; ab 1987 als Projektmanagerin.
1991 gründete sie ihre eigene Firma in Lyon und zog 1993 nach Paris (MANUELLE GAUTRAND ARCHITECTURE). Das Büro hat öffentliche und private Kunden in Frankreich und im Ausland, die bekanntesten Projekte wurden jedoch in Paris und Lyon realisiert. Die Stadt „neu zu verzaubern“ und damit Emotionen zu wecken, neu zu erfinden, zu erneuern, innovativ zu sein und unerwartete Antworten vorzuschlagen, mutig und pluralistisch zu sein, sind die Grundprinzipien der Architektur von Manuelle Gautrand.
Sie hat Projekte verschiedener Art abgeschlossen, von Wohn- und Bürogebäuden bis hin zu Kultur- und Freizeitanlagen. Ihr Showroom C42 Citroën auf den Champs-Élysées brachte ihr internationale Anerkennung. Im Jahr 2008 baute sie das Theater Gaîté-Lyrique in ein Zentrum für moderne Musik und digitale Kunst um und erhielt einen Auftrag für den AVA-Turm in La Défense. Auf internationaler Ebene hat sie ein Autohaus in Kairo entworfen und kürzlich am Wettbewerb für das neue Munch-Museum in Oslo teilgenommen.
Sie hat verschiedene Beraterfunktionen inne, unter anderem seit 1998 in der Mission interministérielle pour la qualité des constructions publiques. Lehrtätigkeit: 1999/2000 École spéciale d’Architecture in Paris (2001/02 Gastprofessur); 2000-03 École nat. supérieure d’Architecture Paris-Val-de-Seine; seit 2002 École nationale supérieure d’Architecture de Bretagne in Rennes. Sie nimmt häufig an Architektur-Workshops in ganz Europa teil. Im Jahr 2009 unterrichtete sie an der Technischen Universität Wien und 2010 an der Florida International University School of Architecture.

## Arbeiten (Auswahl)
Zu den Hauptwerken von Manuelle Gautrand gehören:
- 1993: Fußgängerbrücke „des quatre vents“ in Lyon
- 1994: Kinokomplex mit 4 Leinwänden in Villefontaine
- 1995: Restrukturierung – Erweiterung eines Universitätsgebäudes in Villeurbanne
- 1996: Berufliches Universitätsinstitut in Annecy-le-Vieux
- 1996: Umstrukturierung eines 2-Leinwand-Kinos in Saint-Priest
- 1996: Lagergebäude am Flughafen Nantes
- 1997: Hochschule „Laurent Mourguet“ in Écully
- 1997: Zwischenstopp an der Saône in Fontaines-sur-Saône
- 1998: Catering-Gebäude am Flughafen Nantes
- 1998: 5 Mautstationen auf der Autobahn A16
- 1998: Lagerhaus A12 im Hafen von Gennevilliers
- 1999: Theater des Nationalen Dramatischen Zentrums von Béthune
- 1999: Universitätsinstitut für Logistik in Lieusaint
- 2000: Kulturologisches Zentrum und Kinos in Saint-Louis
- 2002: U-Bahn-Stationen „J.F. Kennedy“ und „Villejean-Université“ in Rennes
- 2006: Mehrfamilienhaus „Solaris“ in Rennes
- 2007: Mehrfamilienhaus in Boulogne-Billancourt
- 2007: der „C42“: Citroëns Vorzeige-Showroom auf den Champs-Elysées in Paris
- 2009: Fassaden des Shaengwattana-Einkaufszentrums in Bangkok, Thailand.
- 2009: Erweiterung – Umstrukturierung des Museums für Moderne Kunst in Lille in Villeneuve-d’Ascq
- 2010: Bürogebäude „Cité des Affaires“ in Saint-Étienne
- 2010: Umbau von Gaité Lyrique in ein Zentrum für zeitgenössische Musik in Paris
- 2010: Bürogebäude Zac Lyon-Confluence in Lyon
- 2011: Kollektive Wohnanlage in Acigné
- 2011: Bürogebäude „Origami“, Avenue de Friedland in Paris
- 2014: Fassaden der Galeries Lafayette in Metz
- 2014: Verlängerung – Umstrukturierung der Comédie de Béthune
- 2015: Das Forum, Sport-, Vereins- und Veranstaltungsausrüstung in Saint-Louis.
- 2016: Hotelresidenz „Hypark“ im Paris des 19. Jahrhunderts.
- 2016: Wiederaufbau der Alesia-Kinos im 14. Pariser Arrondissement
- 2016: Mehrfamilienwohnhaus Zac Cartoucherie in Toulouse

## Preise
- 1992: Gewinner des Preises für junge Architekturalben (zukünftige NAJA) – Frankreich
- 1994: Nominiert für den Preis für das erste Werk des Silbernen Platzes – Frankreich
- 1999: Erwähnung im internationalen „Dupont Benedictus“-Preis – Vereinigte Staaten
- 2000: Gewinner des französischen AMO-Preises „Architektur und Arbeitswelt“ – Frankreich
- 2002: Gewinner der Silbermedaille der Französischen Akademie für Architektur – Frankreich
- 2003: Gewinner der „Trophée de la Construction“ – Frankreich
- 2004: Gewinner der Silbernen Pyramide des „Prix français Vivrelec“ – Frankreich
- 2005: Gewinner des internationalen Preises „MIPIM-Architectural Review“, Kategorie ‚futur project‘ – Frankreich
- 2007: Nominiert für den französischen Preis „L’Equerre d’Argent“ – Frankreich
- 2007: Nominiert für den Europäischen Preis „Mies Van der Rohe“ – Europa
- 2008: Erwähnung im internationalen Preis „World Architecture Festival“ – Spanien
- 2008: Dritter Platz beim internationalen Preis der „Interior Design Association“ – Vereinigte Staaten
- 2008: Gewinner der Silbernen Pyramide des „Französischen Preises für Gewerbeimmobilien“ – Frankreich
- 2008: Nominiert für den internationalen „Delado Minosse“-Preis – Italien
- 2009: Gewinner des internationalen Preises „World Architecture News, Commercial Category“ – England
- 2009: Gewinner des internationalen „Contracworld Award“ – Deutschland
- 2010: Gewinner des Preises für die schönsten Metallbauarbeiten – Frankreich
- 2010: Nominiert für die französische Auszeichnung „L’Equerre d’Argent“ – Frankreich
- 2011: Gewinner einer der Auszeichnungen des internationalen Preises „The Chicago Athenaem“ – USA
- 2011: Nominiert für den internationalen Preis „World Architecture News“, Kategorie ‚Farbe‘ – England
- 2011: Nominiert für den europäischen Mies Van den Rohe-Preis – Europa
- 2012: Besondere Erwähnung bei der „Triennale der Architektur – Interarch“: Interarch-Silbermedaille – Bulgarien
- 2013: Gewinner des von der Société d’Encouragement pour l’Industrie Nationale verliehenen „Montgolfier“-Preises – Frankreich
- 2014: Gewinnerin des Preises „Architektin“ 2014, verliehen von ARVHA – Frankreich
- 2015: Nominiert für die „Archi Design Club“-Auszeichnungen durch MUUZ – Frankreich
- 2015: Preisträger des Preises „Conception Lumière“ 2015, mit ON, für die Galeries Lafayette in Metz.
- 2015: Gewinner der „Geste de Bronze“-Trophäe des Goldenen Gestenpreises für das Theater von Béthune

## Auszeichnungen
- Chevalier dans l’ordre des Arts et des Lettres, Dezember 2007
- Ritter der Ehrenlegion, April 2010